# Diocèse de Xinyang

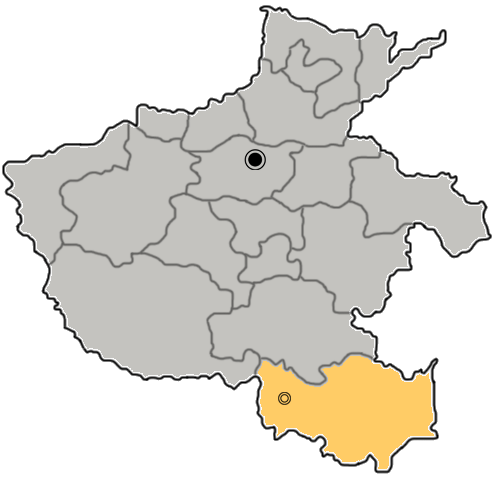
Carte du diocèse

Le diocèse de Xinyang (Dioecesis Siniamensis) est un siège de l'Église catholique en République populaire de Chine, suffragant de l'archidiocèse de Kaifeng. Le siège est juridiquement vacant.

## Territoire
Le diocèse comprend une partie de la province du Henan.
Le siège épiscopal est à Xinyang.

## Histoire
La région est évangélisée dès la fin du XIXe siècle par les missionnaires italiens. La préfecture apostolique de Sinyangchow est érigée le 15 décembre 1927 par le bref Ex hac divi de Pie XI, recevant son territoire du vicariat apostolique de Kai-Feng-fou (aujourd'hui archidiocèse de Kaifeng).
Le 2 mars 1933, elle cède une portion de territoire à l'avantage de la nouvelle préfecture apostolique de Zhumadian (aujourd'hui diocèse).
Le 25 avril 1933, la préfecture apostolique est élevée au rang de vicariat apostolique.
Le 11 avril 1946, il devient diocèse par la bulle Quotidie Nos de Pie XII, prenant le nom de diocèse de Sinyang (ou Xinyang en pinyin).
Après le renvoi hors de Chine des missionnaires verbistes allemands qui l'administrèrent jusqu'en 1951 et firent passer en trente ans le nombre de fidèles de quelques centaines à treize mille, le diocèse n'a pas eu d'évêque avant 1993. Selon le site des missions étrangères de Paris, le nombre des fidèles était à la fin du XXe siècle d'environ 30 000 fidèles, cependant beaucoup moins nombreux que les protestants. Ils disposaient alors d'une douzaine de lieux de culte, dont trois églises ouvertes à Huangchuan (Immaculée-Conception), Shenqiu (Sacré-Cœur) et Gushi (Sainte-Marie). Après un an de pourparlers, le gouvernement a restitué une propriété du diocèse à Gushi, où une nouvelle église devait être construite.

## Ordinaires
- Georg Froewis, S.V.D. † (1er août 1928 - 25 avril 1933)
- Hermann Schoppelrey (de), S.V.D. † (13 décembre 1933 - 25 mai 1940)
- Vitus Chang Tso-huan, S.V.D. † (8 juillet 1941 - 13 novembre 1949), également évêque titulaire d'Eguga (de)
- Anton Pott (de), S.V.D. † (8 mars 1951 - 6 février 1953)
  - Sede vacante

## Statistiques
Le diocèse comprenait 13 654 baptisés pour 6 000 000 habitants en 1950 (0,2%), ainsi que neuf séminaristes, dix-sept prêtres et vingt-huit religieuses.